# Apia International Sydney 2014 - Qualificazioni singolare maschile
Le qualificazioni del singolare  maschile dell'Apia International Sydney 2014 sono state un torneo di tennis preliminare per accedere alla fase finale della manifestazione. I vincitori dell'ultimo turno sono entrati di diritto nel tabellone principale. In caso di ritiro di uno o più giocatori aventi diritto a questi sono subentrati i lucky loser, ossia i giocatori che hanno perso nell'ultimo turno ma che avevano una classifica più alta rispetto agli altri partecipanti che avevano comunque perso nel turno finale.

## Teste di serie
1. Michail Kukuškin (primo turno)
2. Tejmuraz Gabašvili (primo turno)
3. Benjamin Becker (primo turno)
4. Andrej Golubev (secondo turno)

1. Albert Ramos Viñolas (ultimo turno)
2. Kenny de Schepper (primo turno)
3. Jiří Veselý (ultimo turno)
4. Alex Bogomolov Jr. (ultimo turno)

## Qualificati
1. Jan-Lennard Struff
2. Blaž Kavčič

1. Ryan Harrison
2. Serhij Stachovs'kyj

## Tabellone

### Legenda
| - Q = Qualificato - WC = Wild card - LL = Lucky loser | - ALT = Alternate - SE = Special Exempt - PR = Protected Ranking | - w/o = Walkover - r = Ritirato - d = Squalificato |

### Sezione 1
|  | Primo turno      | Primo turno        | Primo turno        | Primo turno | Primo turno |  |  | Secondo turno      | Secondo turno      | Secondo turno | Secondo turno | Secondo turno |    |    | Ultimo turno | Ultimo turno       | Ultimo turno       | Ultimo turno | Ultimo turno |  |
|  |                  |                    |                    |             |             |  |  |                    |                    |               |               |               |    |    |              |                    |                    |              |              |  |
|  | 1                | Michail Kukuškin   | Michail Kukuškin   | 6           | 2           |  |  |                    |                    |               |               |               |    |    |              |                    |                    |              |              |  |
|  |                  | Jan-Lennard Struff | Jan-Lennard Struff | 7           | 6           |  |  | Jan-Lennard Struff | Jan-Lennard Struff | 2             | 6             | 6             |    |    |              |                    |                    |              |              |  |
|  | Niels Desein     | Niels Desein       | 2                  | 6           | 4           |  |  | Somdev Devvarman   | Somdev Devvarman   | 6             | 2             | 3             |    |    |              |                    |                    |              |              |  |
|  | Somdev Devvarman | Somdev Devvarman   | 6                  | 2           | 6           |  |  |                    |                    |               |               |               |    |    |              | Jan-Lennard Struff | Jan-Lennard Struff | 7            | 7            |  |
|  |                  | Wu Di              | Wu Di              | 5           | 3           |  |  |                    |                    | 7             | Jiří Veselý   | Jiří Veselý   | 65 | 64 |              |                    |                    |              |              |  |
|  | WC               | Jordan Thompson    | Jordan Thompson    | 7           | 6           |  |  | WC                 | Jordan Thompson    | 7             | 3             | 1             |    |    |              |                    |                    |              |              |  |
|  |                  | Flavio Cipolla     | 6                  | 2           | 1           |  |  | 7                  | Jiří Veselý        | 64            | 6             | 6             |    |    |              |                    |                    |              |              |  |
|  | 7                | Jiří Veselý        | 2                  | 6           | 6           |  |  |                    |                    |               |               |               |    |    |              |                    |                    |              |              |  |

### Sezione 2
|  | Primo turno      | Primo turno          | Primo turno          | Primo turno | Primo turno |  |  | Secondo turno | Secondo turno        | Secondo turno | Secondo turno        | Secondo turno |   |   | Ultimo turno | Ultimo turno | Ultimo turno | Ultimo turno | Ultimo turno |  |
|  |                  |                      |                      |             |             |  |  |               |                      |               |                      |               |   |   |              |              |              |              |              |  |
|  | 2                | Tejmuraz Gabašvili   | Tejmuraz Gabašvili   | 3           | 3           |  |  |               |                      |               |                      |               |   |   |              |              |              |              |              |  |
|  |                  | Blaž Kavčič          | Blaž Kavčič          | 6           | 6           |  |  | Blaž Kavčič   | Blaž Kavčič          | Blaž Kavčič   | 6                    | 7             |   |   |              |              |              |              |              |  |
|  | Jose Checa-Calvo | Jose Checa-Calvo     | Jose Checa-Calvo     | 5           | 1           |  |  | Gō Soeda      | Gō Soeda             | Gō Soeda      | 1                    | 6(0)          |   |   |              |              |              |              |              |  |
|  | Gō Soeda         | Gō Soeda             | Gō Soeda             | 7           | 6           |  |  |               |                      |               |                      |               |   |   |              | Blaž Kavčič  | 4            | 6            | 6            |  |
|  |                  | Wayne Odesnik        | Wayne Odesnik        | 6           | 7           |  |  |               |                      | 5             | Albert Ramos Viñolas | 6             | 4 | 2 |              |              |              |              |              |  |
|  | WC               | Matthew Barton       | Matthew Barton       | 2           | 65          |  |  |               | Wayne Odesnik        | 4             | 0                    | r             |   |   |              |              |              |              |              |  |
|  | WC               | Jacob Grills         | Jacob Grills         | 6(1)        | 2           |  |  | 5             | Albert Ramos Viñolas | 6             | 5                    |               |   |   |              |              |              |              |              |  |
|  | 5                | Albert Ramos Viñolas | Albert Ramos Viñolas | 7           | 6           |  |  |               |                      |               |                      |               |   |   |              |              |              |              |              |  |

### Sezione 3
|  | Primo turno        | Primo turno          | Primo turno          | Primo turno | Primo turno |  |  | Secondo turno   | Secondo turno      | Secondo turno      | Secondo turno      | Secondo turno |   |    | Ultimo turno | Ultimo turno  | Ultimo turno | Ultimo turno | Ultimo turno |  |
|  |                    |                      |                      |             |             |  |  |                 |                    |                    |                    |               |   |    |              |               |              |              |              |  |
|  | 3                  | Benjamin Becker      | Benjamin Becker      | 3           | 2           |  |  |                 |                    |                    |                    |               |   |    |              |               |              |              |              |  |
|  |                    | Ryan Harrison        | Ryan Harrison        | 6           | 6           |  |  | Ryan Harrison   | Ryan Harrison      | Ryan Harrison      | 6                  | 6             |   |    |              |               |              |              |              |  |
|  | Rik De Voest       | Rik De Voest         | Rik De Voest         | 5           | 4           |  |  | Stéphane Robert | Stéphane Robert    | Stéphane Robert    | 3                  | 2             |   |    |              |               |              |              |              |  |
|  | Stéphane Robert    | Stéphane Robert      | Stéphane Robert      | 7           | 6           |  |  |                 |                    |                    |                    |               |   |    |              | Ryan Harrison | 6            | 2            | 7            |  |
|  | Matt Reid          | Matt Reid            | Matt Reid            | 63          | 2           |  |  |                 |                    | 8                  | Alex Bogomolov Jr. | 3             | 6 | 63 |              |               |              |              |              |  |
|  | John-Patrick Smith | John-Patrick Smith   | John-Patrick Smith   | 7           | 6           |  |  |                 | John-Patrick Smith | John-Patrick Smith | 4                  | 3             |   |    |              |               |              |              |              |  |
|  |                    | Oleksandr Nedovjesov | Oleksandr Nedovjesov | 3           | 2           |  |  | 8               | Alex Bogomolov Jr. | Alex Bogomolov Jr. | 6                  | 6             |   |    |              |               |              |              |              |  |
|  | 8                  | Alex Bogomolov Jr.   | Alex Bogomolov Jr.   | 6           | 6           |  |  |                 |                    |                    |                    |               |   |    |              |               |              |              |              |  |

### Sezione 4
|  | Primo turno       | Primo turno         | Primo turno         | Primo turno | Primo turno |  |  | Secondo turno       | Secondo turno       | Secondo turno       | Secondo turno       | Secondo turno       |   |   | Ultimo turno    | Ultimo turno    | Ultimo turno    | Ultimo turno | Ultimo turno |  |
|  |                   |                     |                     |             |             |  |  |                     |                     |                     |                     |                     |   |   |                 |                 |                 |              |              |  |
|  | 4                 | Andrej Golubev      | Andrej Golubev      | 7           | 6           |  |  |                     |                     |                     |                     |                     |   |   |                 |                 |                 |              |              |  |
|  | WC                | Dane Propoggia      | Dane Propoggia      | 64          | 3           |  |  | 4                   | Andrej Golubev      | Andrej Golubev      | 5                   | 1                   |   |   |                 |                 |                 |              |              |  |
|  | Kristijan Mesaroš | Kristijan Mesaroš   | Kristijan Mesaroš   | 4           | 4           |  |  |                     | Henri Laaksonen     | Henri Laaksonen     | 7                   | 6                   |   |   |                 |                 |                 |              |              |  |
|  | Henri Laaksonen   | Henri Laaksonen     | Henri Laaksonen     | 6           | 6           |  |  |                     |                     |                     |                     |                     |   |   | Henri Laaksonen | Henri Laaksonen | Henri Laaksonen | 2            | 1            |  |
|  | Frank Dancevic    | Frank Dancevic      | 6                   | 4           | 6           |  |  |                     |                     | Serhij Stachovs'kyj | Serhij Stachovs'kyj | Serhij Stachovs'kyj | 6 | 6 |                 |                 |                 |              |              |  |
|  | Mohamed Safwat    | Mohamed Safwat      | 2                   | 6           | 3           |  |  | Frank Dancevic      | Frank Dancevic      | Frank Dancevic      | 3                   | 2                   |   |   |                 |                 |                 |              |              |  |
|  |                   | Serhij Stachovs'kyj | Serhij Stachovs'kyj | 7           | 6           |  |  | Serhij Stachovs'kyj | Serhij Stachovs'kyj | Serhij Stachovs'kyj | 6                   | 6                   |   |   |                 |                 |                 |              |              |  |
|  | 6                 | Kenny de Schepper   | Kenny de Schepper   | 63          | 4           |  |  |                     |                     |                     |                     |                     |   |   |                 |                 |                 |              |              |  |